# Gyalopion quadrangulare
Gyalopion quadrangulare (пустельна гачконоса змія) — вид змій родини полозових (Colubridae). Мешкає в США і Мексиці.

## Поширення і екологія
Пустельні гачконосі змії поширення від крайнього півдня Аризони (гори Патагонія і Пахаріто) через Сонору і Сіналоа на південь до Наярита. Вони живуть в листопадних і напівлистопадних лісах, на дні каньйонів, на сухих і вологих луках, в креозонтових чагарниках в пустелі Сонора та в мескітових заростях в передгір'ях. Зустрічаються на висоті до 1340 м над рівнем моря.